# UFC 287
UFC 287: Pereira vs Adesanya 2 — турнир по смешанным единоборствам, организованный Ultimate Fighting Championship, который был проведён 8 апреля 2023 года на спортивной арене «Miami-Dade Arena» в городе Майами, штат Флорида, США.
В главном бою вечера Исраэль Адесанья победил Алекса Перейру нокаутом во 2-м раунде и вернул себе титул чемпиона UFC в среднем весе. В соглавном бою Гилберт Бёрнс победил Хорхе Масвидаля единогласным решением судей.

## Подготовка турнира
Данный турнир станет вторым мероприятием UFC в Майами. Первым турниром в этом городе был UFC 42, проведённый в апреле 2003 года.

### Главные события турнира
В качестве заглавного события турнира запланирован бой-реванш за титул чемпиона UFC в среднем весе, в котором должны встретиться действующий чемпион бразилец Алекс Перейра (также бывший чемпион Glory в среднем и полутяжёлом весе по кикбоксингу) и бывший чемпион этой весовой категории новозеландец нигерийского происхождения Исраэль Адесанья (#1 в рейтинге). Этот поединок станет четвёртой встречей бойцов друг с другом и второй подряд под эгидой UFC. Ранее Перейра дважды побеждал Адесанью в боях по кикбоксингу на турнирах бразильского промоушена Glory of Heroes - в апреле 2016 года единогласным решением и в марте 2017 года техническим нокаутом. Последняя их встреча состоялась уже в рамках UFC в ноябре 2022 года на турнире UFC 281, где Адесанья выигрывал у своего визави по ходу боя, но неожиданно проиграл Перейре техническим нокаутом в средине 5-го раунда и утратил титул чемпиона UFC в среднем весе.
| Заглавное событие - Средний вес - Бой за титул чемпиона | Заглавное событие - Средний вес - Бой за титул чемпиона | Заглавное событие - Средний вес - Бой за титул чемпиона |
| --- | --- | ------------------------------------------------------- |
| Алекс Перейра | | Исраэль Адесанья /                                      |
| ALEX SANDRO SILVA PEREIRA "Poatan" (Каменная рука) 35 лет (07.07.1987) Рост 194 см, размах рук 203 см Место рождения: Сан-Бернарду-ду-Кампу, Бразилия Представляет: Сан-Бернарду-ду-Кампу, Бразилия Данбери (Коннектикут), США "Teixeira MMA & Fitness" Дебют в UFC - 06.11.2021 | ISRAEL MOBOLAJI ODUNAYO ADESANYA "The Last Stylebender" (Последний повелитель стилей) 32 года (22.07.1989) Рост 193 см, размах рук 203 см Место рождения: Лагос, Нигерия Представляет: Окленд, Новая Зеландия "City Kickboxing" Дебют в UFC - 10.02.2018 |                                                         |
| Последние бои: 12.11.2022, Исраэль Адесанья (ч), TKO5 02.07.2021, Шон Стрикленд (#4), KO1 12.03.2022, Бруну Силва, UDEC 06.11.2021, Андреас Михаилидис, TKO2 (LFA) 02.11.2018, Томас Пауэлл, KO1                                                                                 | Последние бои: TKO5, Алекс Перейра (#4), 12.11.2022 UDEC, Джаред Каннонье (#2), 02.07.2022 UDEC, Роберт Уиттакер (#1), 12.02.2022 UDEC, Марвин Веттори (#3), 12.06.2021 UDEC, Ян Блахович (ч), 06.03.2021 (птв)                                          |                                                         |

Вторым по значимости станет бой в полусреднем весе между бывшими претендентами на титул чемпиона UFC бразильцем Гилбертом Бёрнсом (#5 в рейтинге) и американцем кубинско-перуанского происхождения Хорхе Масвидалем (#11 в рейтинге).
| Соглавное событие - Полусредний вес | Соглавное событие - Полусредний вес | Соглавное событие - Полусредний вес |
| --- | --- | ----------------------------------- |
| Гилберт Бёрнс | | Хорхе Масвидаль ()                  |
| GILBERT BURNS "Durinho" (Жёсткий) 36 лет (20.07.1986) Рост 178 см, размах рук 180 см Место рождения: Нитерой, Бразилия Представляет: Нитерой, Бразилия Бока-Ратон (Флорида), США "Kill Cliff FC" / "Cerrado MMA" Дебют в UFC - 27.04.2019 | JORGE MASVIDAL "Gamebred" (Выращенный игрой) 38 лет (12.11.1984) Рост 180 см, размах рук 188 см Место рождения: Майами (Флорида), США Представляет: Майами (Флорида), США "American Top Team" Дебют в UFC - 40.04.2013 |                                     |
| Последние бои: 21.01.2023, Нил Магни (#12), SUB1 09.04.2022, Хамзат Чимаев (#11), UDEC 10.07.2021, Стивен Томпсон (#4), UDEC 13.02.2021, Камару Усман (ч), TKO3 30.05.2020, Тайрон Вудли (#1), UDEC                                       | Последние бои: UDEC, Колби Ковингтон (#1), 05.03.2022 KO2, Камару Усман (ч), 24.04.2021 UDEC, Камару Усман (ч), 11.07.2020 TKO3, Нейт Диас (#7), 02.11.2019 KO1, Бен Аскрен (#5), 06.07.2019                           |                                     |

### Изменения карда
Во время организации турнира были анонсированы, но впоследствии отменены следующие поединки:
- Бой в лёгком весе между Игнасио Богамондесом и Николасом Моттой.[7] Мотта выбыл в конце марта из-за пореза на голове. Его на коротком уведомлении заменил Трей Огден, который неделей ранее не смог выступить из-за схода соперника и отмены боя на турнире UFC on ESPN: Вера vs. Сэндхэген.[8]
- Бой в полусреднем весе, в котором должны были встретиться победитель сезона The Ultimate Fighter: Live в лёгком весе Майкл Киеза (#13 в рейтинге) и бывший топовый китайский боец Ли Цзинлян.[9] Ли выбыл из-за травмы спины. На данный момент не известно, будут ли организаторы искать замену или бой будет переназначен на новую дату.[10]
- Бой в тяжёлом весе, в котором должны были встретиться Крис Барнетт и Чейз Шерманн.[11] В начале апреля Барнетт выбыл с турнира по нераскрытой причине и был заменён на Карла Уильямса, который месяцем ранее успешно дебютировал в промоушене.

Уже в день турнира Шерман был снят с боя из-за проблем со здоровьем и его бой против Уильямса был отменён.

### Анонсированные бои
| Бой | Весовая категория        | Участники боёв и их статистика перед боем (рекорд ММА / рекорд UFC / серия) | Участники боёв и их статистика перед боем (рекорд ММА / рекорд UFC / серия) | Участники боёв и их статистика перед боем (рекорд ММА / рекорд UFC / серия) | Участники боёв и их статистика перед боем (рекорд ММА / рекорд UFC / серия) | Участники боёв и их статистика перед боем (рекорд ММА / рекорд UFC / серия) | Участники боёв и их статистика перед боем (рекорд ММА / рекорд UFC / серия) | Участники боёв и их статистика перед боем (рекорд ММА / рекорд UFC / серия) | Участники боёв и их статистика перед боем (рекорд ММА / рекорд UFC / серия) | Участники боёв и их статистика перед боем (рекорд ММА / рекорд UFC / серия) | Участники боёв и их статистика перед боем (рекорд ММА / рекорд UFC / серия) | Участники боёв и их статистика перед боем (рекорд ММА / рекорд UFC / серия) | Участники боёв и их статистика перед боем (рекорд ММА / рекорд UFC / серия) |
|     |                          | Главный кард (Main Card, PPV)                                               |                                                                             |                                                                             |                                                                             |                                                                             |                                                                             |                                                                             |                                                                             |                                                                             |                                                                             |                                                                             |                                                                             |
| 1   | Средний вес              | Алекс Перейра (Alex Pereira)                                                | Ч                                                                           | 7-1                                                                         | 4-0                                                                         | +7                                                                          | vs.                                                                         | Исраэль Адесанья (Israel Adesanya)                                          | #1, exЧ                                                                     | 23-2                                                                        | 12-2                                                                        | -1                                                                          | [ 13 ]                                                                      |
| 2   | Полусредний вес          | Гилберт Бёрнс (Gilbert Burns)                                               | #5(1), exП                                                                  | 21-5                                                                        | 14-5                                                                        | +1                                                                          | vs.                                                                         | Хорхе Масвидаль (Jorge Masvidal)                                            | #11(3), exП                                                                 | 35-16                                                                       | 12-9                                                                        | -3                                                                          | [ 14 ]                                                                      |
| 3   | Легчайший вес            | Роб Фонт (Rob Font)                                                         | #6(3)                                                                       | 19-6                                                                        | 9-5                                                                         | -2                                                                          | vs.                                                                         | Эдриан Яньес (Adrian Yanez)                                                 | #12, CS                                                                     | 16-3                                                                        | 5-0                                                                         | +9                                                                          | [ 15 ]                                                                      |
| 4   | Полусредний вес          | Кевин Холланд (Kevin Holland)                                               | exT(10), CS                                                                 | 23-9 (1)                                                                    | 10-6 (1)                                                                    | -2                                                                          | vs.                                                                         | Сантьяго Понциниббио (Santiago Ponzinibbio)                                 | exT(7), TUF                                                                 | 29-6                                                                        | 11-5                                                                        | +1                                                                          | [ 16 ]                                                                      |
| 5   | Легчайший вес            | Рауль Росас (Raul Rosas Jr.)                                                | CS                                                                          | 7-0                                                                         | 1-0                                                                         | +7                                                                          | vs.                                                                         | Кристиан Родригес (Christian Rodriguez)                                     |                                                                             | 8-1                                                                         | 1-1                                                                         | +1                                                                          | [ 17 ]                                                                      |
|     |                          | Предварительный кард (Prelims, ESPN/ESPN+)                                  |                                                                             |                                                                             |                                                                             |                                                                             |                                                                             |                                                                             |                                                                             |                                                                             |                                                                             |                                                                             |                                                                             |
| 6   | Средний вес              | Крис Кёртис (Chris Curtis)                                                  | #14, CS                                                                     | 30-9                                                                        | 4-1                                                                         | +1                                                                          | vs.                                                                         | Келвин Гастелум (Kelvin Gastelum)                                           | #15(3), exПВ, TUF                                                           | 17-8                                                                        | 11-8                                                                        | -2                                                                          | [ 18 ]                                                                      |
| 7   | Жен. минимальный вес     | Мишель Уотерсон-Гомес (Michelle Waterson-Gomez)                             | #10(6)                                                                      | 18-10                                                                       | 6-6                                                                         | -2                                                                          | vs.                                                                         | Луана Пиньейру (Luana Pinheiro)                                             | #14(13), CS                                                                 | 10-1                                                                        | 2-0                                                                         | +8                                                                          | [ 19 ]                                                                      |
| 8   | Средний вес              | Джеральд Миршарт (Gerald Meerschaert)                                       |                                                                             | 35-15                                                                       | 10-7                                                                        | +1                                                                          | vs.                                                                         | Джо Пайфер (Joseph Pyfer)                                                   | CS                                                                          | 10-2                                                                        | 1-0                                                                         | +3                                                                          | [ 20 ]                                                                      |
|     | Тяжёлый вес              | Карл Уильямс (Karl Williams)▲                                               |                                                                             | 8-1                                                                         | 1-0                                                                         | +5                                                                          | vs.                                                                         | Чейз Шерман (Chase Sherman)▼                                                |                                                                             | 16-11                                                                       | 4-10                                                                        | -1                                                                          | [ 21 ]                                                                      |
|     |                          | Ранний предварительный кард (Early Prelims, ESPN+)                          |                                                                             |                                                                             |                                                                             |                                                                             |                                                                             |                                                                             |                                                                             |                                                                             |                                                                             |                                                                             |                                                                             |
| 10  | Жен. минимальный вес     | Синтия Кальвильо (Cynthia Calvillo)                                         | #15(2)*                                                                     | 9-5-1                                                                       | 6-5-1                                                                       | -4                                                                          | vs.                                                                         | Лупита Годинес (Lupita Godinez)                                             |                                                                             | 8-3                                                                         | 3-3                                                                         | -1                                                                          | [ 22 ]                                                                      |
| 11  | Промежуточный вес (160)▲ | Игнасио Баамондес (Ignacio Bahamondes)                                      | CS                                                                          | 13-4                                                                        | 2-1                                                                         | +2                                                                          | vs.                                                                         | Трей Огден (Trey Ogden)▲                                                    |                                                                             | 16-5                                                                        | 1-1                                                                         | +1                                                                          |                                                                             |
| 12  | Полулёгкий вес           | Шайлань Нурданбек (Shayilan Nuerdanbieke)                                   |                                                                             | 39-10                                                                       | 3-1                                                                         | +3                                                                          | vs.                                                                         | Стив Гарсия (Steve Garcia)                                                  | CS                                                                          | 13-5                                                                        | 2-2                                                                         | +1                                                                          | [ 23 ]                                                                      |
| 13  | Жен. минимальный вес     | Жаклин Аморим (Jaqueline Amorim)                                            | д                                                                           | 6-0                                                                         | -                                                                           | +6                                                                          | vs.                                                                         | Сэм Хьюз (Sam Hughes)                                                       |                                                                             | 7-5                                                                         | 2-4                                                                         | -1                                                                          | [ 24 ]                                                                      |
|     |                          | Отменённые бои                                                              |                                                                             |                                                                             |                                                                             |                                                                             |                                                                             |                                                                             |                                                                             |                                                                             |                                                                             |                                                                             |                                                                             |
|     | Легчайший вес            | Алджамейн Стерлинг (Aljamain Sterling)                                      | Ч                                                                           | 22-3                                                                        | 14-3                                                                        | +8                                                                          | vs.                                                                         | Генри Сехудо (Henry Cejudo)                                                 | exЧ                                                                         | 16-2                                                                        | 10-2                                                                        | +6                                                                          | [ 25 ]                                                                      |
|     | Лёгкий вес               | Игнасио Баамондес (Ignacio Bahamondes)                                      | CS                                                                          | 13-4                                                                        | 2-1                                                                         | +2                                                                          | vs.                                                                         | Николас Мотта (Nikolas Motta)▼                                              | TUF, CS                                                                     | 13-4                                                                        | 1-1                                                                         | +1                                                                          | [ 26 ]                                                                      |
|     | Полусредний вес          | Майкл Кьеза (Michael Chiesa)                                                | #13(5), TUF                                                                 | 16-6                                                                        | 11-6                                                                        | -2                                                                          | vs.                                                                         | Ли Цзинлян (Jingliang Li)▼                                                  | exT(11)                                                                     | 19-8                                                                        | 11-6                                                                        | -1                                                                          | [ 27 ]                                                                      |
|     | Тяжёлый вес              | Крис Барнетт (Chris Barnett)▼                                               |                                                                             | 23-8                                                                        | 2-2                                                                         | +1                                                                          | vs.                                                                         | Чейз Шерман (Chase Sherman)                                                 |                                                                             | 16-11                                                                       | 4-10                                                                        | -1                                                                          | [ 21 ]                                                                      |

Условные обозначения: #5(1) - текущее (лучшее) место бойца в рейтинге, exЧ(В) - бывший чемпион (временный), exП(В) - бывший претендент на титул чемпиона (временного), exТ(3) - боец входил в рейтинг Топ-15 (лучшее место в рейтинге), д - дебютант, CS - боец участвовал в Претендентской серии Дэйны Уайта, TUF - боец участвовал в The Ultimate Fighter, WEC/SF - боец выступал в WEC или Strikeforce до объединения этих организаций с UFC
[*] Указана позиция Кальвильо в рейтинге женского наилегчайшего веса (сменила весовую категорию)

## Церемония взвешивания
Результаты официальной церемонии взвешивания бойцов перед турниром.
| Весовая категория и допустимый лимит в фунтах | Весовая категория и допустимый лимит в фунтах | Участники боёв и их вес в фунтах | Участники боёв и их вес в фунтах | Участники боёв и их вес в фунтах | Участники боёв и их вес в фунтах |
| --------------------------------------------- | --------------------------------------------- | -------------------------------- | -------------------------------- | -------------------------------- | -------------------------------- |
| Средний вес                                   | 185                                           | Алекс Перейра                    | 185                              | Исраэль Адесанья                 | 184,5                            |
| Полусредний вес                               | 170 (+1)                                      | Гилберт Бёрнс                    | 170                              | Хорхе Масвидаль                  | 171                              |
| Легчайший вес                                 | 135 (+1)                                      | Роб Фонт                         | 135                              | Эдриан Яньес                     | 135,5                            |
| Полусредний вес                               | 170 (+1)                                      | Кевин Холланд                    | 170,5                            | Сантьяго Понциниббио             | 171                              |
| Легчайший вес                                 | 135 (+1)                                      | Рауль Росас                      | 135                              | Кристиан Родригес                | 137 **                           |
| Средний вес                                   | 185 (+1)                                      | Крис Кёртис                      | 186                              | Келвин Гастелум                  | 185                              |
| Жен. минимальный вес                          | 115 (+1)                                      | Мишель Уотерсон-Гомес            | 116                              | Луана Пиньейру                   | 115,5                            |
| Средний вес                                   | 185 (+1)                                      | Джеральд Миршарт                 | 185,5                            | Джо Пайфер                       | 185,5                            |
| Тяжёлый вес                                   | 265 (+1)                                      | Карл Уильямс                     | 241                              | Чейз Шерман                      | 249,5                            |
| Жен. минимальный вес                          | 115 (+1)                                      | Синтия Кальвильо                 | 116                              | Лупита Годинес                   | 115,5                            |
| Промежуточный вес                             | 160 (+1)                                      | Игнасио Баамондес                | 159,5                            | Трей Огден                       | 159,5                            |
| Полулёгкий вес                                | 145 (+1)                                      | Шайлань Нурданбек                | 146                              | Стив Гарсия                      | 145,5                            |
| Жен. минимальный вес                          | 115 (+1)                                      | Жаклин Аморим                    | 115,5                            | Сэм Хьюз                         | 116                              |

[**] Кристиан Родригес не смог уложиться в лимит легчайшей весовой категории и будет оштрафован на 20% от своего гонорара.

## Результаты турнира
| Бой    | Весовая категория    | Результат боя               | Результат боя     | Результат боя | Результат боя | Результат боя | Результат боя         | Результат боя | Способ победы                              | Раунд | Время | Рефери в ринге  | Примечания         |
|        |                      | Главный кард                |                   |               |               |               |                       |               |                                            |       |       |                 |                    |
| Бой 12 | Средний вес          |                             | Исраэль Адесанья  | #1            | поб.          |               | Алекс Перейра         | Ч             | Нокаут (удары руками)                      | 2     | 4:21  | Дэн Мираглиотта | Выступление вечера |
| Бой 11 | Полусредний вес      |                             | Гилберт Бёрнс     | #5            | поб.          |               | Хорхе Масвидаль       | #11           | Единогласное решение (30–27, 30–27, 29–28) | 3     | 5:00  | Марк Годдард    |                    |
| Бой 10 | Легчайший вес        |                             | Роб Фонт          | #6            | поб.          |               | Эдриан Яньес          | #12           | Технический нокаут (удары руками)          | 1     | 2:57  | Кит Питерсон    | Выступление вечера |
| Бой 9  | Полусредний вес      |                             | Кевин Холланд     |               | поб.          |               | Сантьяго Понциниббио  |               | Нокаут (удар рукой)                        | 3     | 3:16  | Дэн Мираглиотта |                    |
| Бой 8  | Промежуточный вес ** |                             | Кристиан Родригес |               | поб.          |               | Рауль Росас           |               | Единогласное решение (29–27, 29–28, 29–28) | 3     | 5:00  | Кит Питерсон    |                    |
|        |                      | Предварительный кард        |                   |               |               |               |                       |               |                                            |       |       |                 |                    |
| Бой 7  | Средний вес          |                             | Келвин Гастелум   | #15           | поб.          |               | Крис Кёртис           | #14           | Единогласное решение (29–28, 29–28, 30–27) | 3     | 5:00  | Марк Годдард    | Лучший бой вечера  |
| Бой 6  | Жен. минимальный вес |                             | Луана Пиньейру    | #14           | поб.          |               | Мишель Уотерсон-Гомес | #10           | Раздельное решение (28–29, 29–28, 29–28)   | 3     | 5:00  | Ларри Фолсом    |                    |
| Бой 5  | Средний вес          |                             | Джо Пайфер        |               | поб.          |               | Джеральд Миршарт      |               | Технический нокаут (удары руками)          | 1     | 3:15  | Марк Годдард    |                    |
| Бой 4  | Жен. минимальный вес |                             | Лупита Годинес    |               | поб.          |               | Синтия Кальвильо      | #15*          | Раздельное решение (28–29, 29–28, 30–27)   | 3     | 5:00  | Ларри Фолсом    |                    |
|        |                      | Ранний предварительный кард |                   |               |               |               |                       |               |                                            |       |       |                 |                    |
| Бой 3  | Промежуточный вес    |                             | Игнасио Баамондес |               | поб.          |               | Трей Огден            |               | Единогласное решение (30–27, 30–27, 29–28) | 3     | 5:00  | Эндрю Гленн     |                    |
| Бой 2  | Полулёгкий вес       |                             | Стив Гарсия       |               | поб.          |               | Шайлань Нурданбек     |               | Нокаут (удар ногой в корпус и добивание)   | 2     | 0:36  | Ларри Фолсом    |                    |
| Бой 1  | Жен. минимальный вес |                             | Сэм Хьюз          |               | поб.          |               | Жаклин Аморим         | д             | Единогласное решение (29–28, 29–28, 29–28) | 3     | 5:00  | Эндрю Гленн     |                    |

Официальные судейские карточки турнира.

## Награды
Следующие бойцы были удостоены денежного бонуса в $50,000:
- Лучший бой вечера: Келвин Гастелум - Крис Кёртис
- Выступление вечера: Исраэль Адесанья и Роб Фонт